# Żuchowo
Żuchowo – wieś w Polsce położona w województwie kujawsko-pomorskim, w powiecie lipnowskim, w gminie Skępe. W bezpośrednim sąsiedztwie przepływa rzeka Mień.

## Podział administracyjny
W latach 1975–1998 miejscowość administracyjnie należała do województwa włocławskiego.

## Demografia
Według Narodowego Spisu Powszechnego (III 2011 r.) wieś liczyła 249 mieszkańców. Jest siódmą co do wielkości miejscowością gminy Skępe.

## Zabytki
Według rejestru zabytków NID na listę zabytków wpisany jest młyn szachulcowy z końca XIX w., nr rej.: 196/A z 31.12.1985.